# Mwenge Mtapika
Mwenge Mtapika è una circoscrizione mista (mixed ward) della Tanzania situata nel distretto urbano di Masasi, regione di Mtwara. Conta una popolazione di 6 355 abitanti (censimento 2012).